# Pentosaan
Pentosanen behoren tot de groep van de hemicellulosen, een reeks koolhydraten die worden gemaakt in planten.
Ze bestaan uit de pentosen arabinose en xylose, die samen een arabinoxylaan vormen.
Er zijn:
- in water onoplosbare pentosanen: arabinoxylaan, arabinogalactaan, β-glucaan
- in water oplosbare pentosaan-proteïne-complexen: deze worden ook slijmstoffen, zwelstoffen of gomstoffen genoemd.

## Voorkomen
Pentosanen komen in veel plantaardige producten voor. Rogge bevat ongeveer 6–8 % pentosanen (door de gehele korrel voorkomend) en tarwe ongeveer 2–3 %, die daar echter alleen in de buitenste lagen van de korrel voorkomen.
De slijmstoffen hebben een groot waterbindend vermogen, hetgeen in de bakkerij van belang is bij de deegvorming (verstijfseling van het zetmeel) van roggedegen. Daar er geen glutenskelet zoals bij tarwe gevormd wordt, moeten hier de slijmstoffen voor de deegvorming zorgen.

## Verteerbaarheid
Daar het menselijk lichaam in het spijsverteringskanaal, door het ontbreken van pentosaan-afbrekende enzymen, geen pentosanen kan afbreken worden deze niet verteerd en behoren derhalve tot de voedingsvezels. Er gaat wel gunstige invloed van uit op de darmflora en het afweersysteem